# 10558 Karlstad
10558 Karlstad è un asteroide della fascia principale. Scoperto nel 1993, presenta un'orbita caratterizzata da un semiasse maggiore pari a 2,3447146 UA e da un'eccentricità di 0,1297050, inclinata di 5,64004° rispetto all'eclittica.